# Grad Koprivnica
Grad Koprivnica är en stad i Kroatien.   Den ligger i länet Koprivnica-Križevcis län, i den nordöstra delen av landet, 80 km nordost om huvudstaden Zagreb.
Följande samhällen finns i Grad Koprivnica:
- Koprivnica